# 摩根鎮區 (愛荷華州富蘭克林縣)
摩根鎮區（英語：Morgan Township）是美國愛荷華州富蘭克林縣的16個鎮區之一。截至2010年美國人口普查，其人口為265，共148住房。

## 地理
根據2010年美國人口普查，該鎮的總面積為36.18平方英里（93.7平方），其中土地面積36.05平方英里（93.4平方），水域面積為0.12平方英里（0.31平方）。